# التاريخ السياسي لدائرة باكوت

دائرة باكوت، تقسيم إداري (تحصيل) مقترح لمنطقة أبوت آباد

دائرة باكوت هي نصف أراضي التقسيم الإداري (التحصيل) لمنطقة أبوت آباد ويطالب سكان المنطقة بإعلانها تقسيمًا إداريًا منذ عقدين. كانت هذه المنطقة جزءًا من كاندهارا وكشمير وبنجاب في الماضي لكنها أُعلنت جزءًا من هزارة بباكستان في إقليم خيبر بختونخوا في العقد الأخير من القرن التاسع عشر. كان من أولويات حكام الاستعمار تقسيم الشعب الذي كان يطالب بالحكم الذاتي أو حق تقرير المصير وحكمه والقضاء عليه. وتمتلك هذه المنطقة ثقافة كاملة وحضارة وتاريخًا سياسيًا. (يتبع)